# テン・ストーリー・ラヴ・ソング
「テン・ストーリー・ラヴ・ソング」（Ten Storey Love Song）は、1995年3月に発売されたストーン・ローゼズのシングル。ギタリストのジョン・スクワイアが書いた。「テン・ストーリー」とは「10の物語」ではなく、原題「Ten Storey」の通り「10階建て」の意。
それは全英シングルチャート11位に達して3週の間チャートに上っていた。B面「モーゼズ」と「ライド・オン」はグループがリリースした最後の新レコーディングであった。
ドラマーのレニは、「テン・ストーリー・ラヴ・ソング」のミュージック・ビデオ（ソフィー・ミュラー監督）の撮影に来なかった。その結果バンドの残り3人のメンバー（スクワイア、イアン・ブラウンとマニ）だけでビデオに出演したが、レニの顔のマスクを着けたバンドのローディーが何回か現れる。
この曲はローゼズのセカンドアルバム『セカンド・カミング』に収録されている。「テン・ストーリー・ラヴ・ソング」は3曲目であり、4曲目の「デイブレイク」へとフェーディングする。
2009年にイギリスの作家リチャード・ミルウォード（Richard Milward）は彼の2作目の小説をこの曲から名付けた。

## トラックリスト
7"/カセット
- （ゲフィン GFS 87） / （ゲフィン GFSC 87）

1. "Ten Storey Love Song" テン・ストーリー・ラヴ・ソング
2. "Ride On" ライド・オン

12"/CD
- （ゲフィン GFST 87） / （ゲフィン GFSTD 87）

1. "Ten Storey Love Song" テン・ストーリー・ラヴ・ソング
2. "Moses" モーゼズ
3. "Ride On" ライド・オン